# Sympathy for the Devil (album)
Albums de Laibach
Krst pod Triglavom
(1987) Let It Be
(1988)
Sympathy for the Devil est un EP de Laibach, sorti en 1988.

## Historique
Laibach et deux projets parallèles du groupe, 300.000 V.K. et Germania, réalisent leurs versions du titre « Sympathy for the Devil » des Rolling Stones. Ces morceaux sont issus de la même session que ceux de l'album de reprises Let It Be, enregistrés avec l'aide du producteur français Bertrand Burgalat. La pochette de l'album reprend une affiche de l'organisation nazi Kraft durch Freude, où l'on peut voir une famille allemande surplombée par un aigle.
Les différents morceaux proposent des styles assez disparates. Ainsi « Dem Teufel Zugeneigt » est un joyeux mélange entre sons de guitare très rock'n'roll et cithare, accompagnés d'un sample de John F. Kennedy alors que le mixage de la version du projet Germania, dont font partie la chanteuse Anja Rupel et Iztok Turk, est sans doute le plus dansant. Celle-ci s´apparente d´ailleurs du morceau « Only Your Love » de Bananarama, lui même inspiré de la version originale des Rolling Stones. Seule création originale de Laibach du disque, « Anastasia » se rapproche de l'ambiance de l'album Kapital, empilant les couches  : piano, boites à rythme et autres samples vocaux.

### Vidéos
Une vidéo illustre la version « Time for a Change ». Réalisée par Peter Vezjak, elle est tournée dans le château de Predjama et dans les grottes de Škocjan. Le groupe, dans des tenues oscillant entre le folklore et l'évocation du national-socialisme, festoient autour d'un banquet, parodiant la vision que l'Ouest peut avoir des pays de l'Est.

## Liste des titres

### Version 12"
| A1. | Sympathy For The Devil (Time For A Change)                     | Jagger/Richards | Laibach      | 5:43 |
| A2. | Sympathy For The Devil (Dem Teufel Zugeneigt)                  | Jagger/Richards | Laibach      | 4:54 |
| A3. | Sympathy For The Devil (Anastasia)                             | Laibach         | 300.000 V.K. | 5:32 |
| A4. | Sympathy For The Devil (Who Killed The Kennedys, Instrumental) | Jagger/Richards | Germania     | 5:53 |

| B1. | Sympathy For The Devil (Who Killed The Kennedys)     | Jagger/Richards | Germania     | 7:04 |
| B2. | Sympathy For The Devil (Soul To Waste)               | Jagger/Richards | 300.000 V.K. | 4:52 |
| B3. | Sympathy For The Devil                               | Jagger/Richards | Laibach      | 7:52 |
| B4. | Sympathy For The Devil (Soul To Waste, Instrumental) | Jagger/Richards | 300.000 V.K. | 7:52 |

## Crédits
- Bertrand Burgalat - arrangements, production
- Simon Davey - mastering
- Designland - conception graphique, maquette

## Versions
| Type | Label                          | Référence          | Année | Pays        |
| ---- | ------------------------------ | ------------------ | ----- | ----------- |
| 12'' | Restless Records, Mute Records | 7 71404-1, MUTE80T | 1988  | USA         |
| LP   | Mute Records                   | 80407              | 1988  | France      |
| LP   | ZKP RTVL                       | LL 1753            | 1989  | Yougoslavie |
| LP   | Mute Records                   | LP MUTE 80         | 1990  | Royaume-Uni |
| CD   | Restless Records, Mute Records | 7 71404-2          | 1988  | USA         |
| CD   | Mute Records                   | CDLP MUTE 80       | 1990  | Royaume-Uni |
| K7   | ZKP RTVL                       | KL 1753            | 1988  | Yougoslavie |
| K7   | Restless Records               | 7 71404-4          | 1988  | USA         |
| K7   | Mute Records                   | CLP MUTE 80        | 1990  | Royaume-Uni |